# 히드라 (위성)
히드라(Hydra) 혹은 134340 명왕성 III(소행성명 134340 Pluto III)는 명왕성의 위성이다. 2005년 6월, 닉스와 함께 허블 우주 망원경으로 발견되었다. 2005년 5월 15일과 5월 18일 촬영한 사진에서 발견하였다. 발견 사실은 2005년 10월 31일 발표되었다. 당시 이 두 위성에게는 S/2005 P 1(히드라)와 S/2005 P 2(닉스)라는 임시 명칭이 부여되었다.

## 갤러리

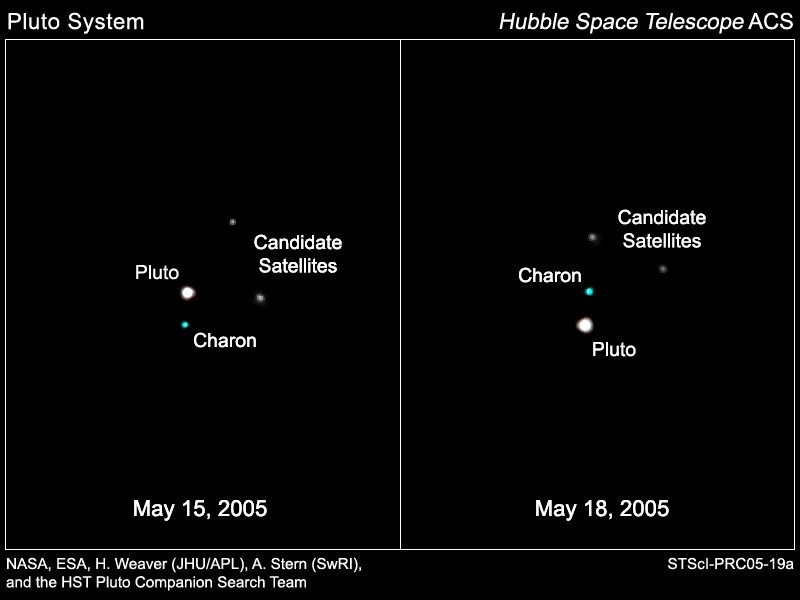
히드라 발견 사진
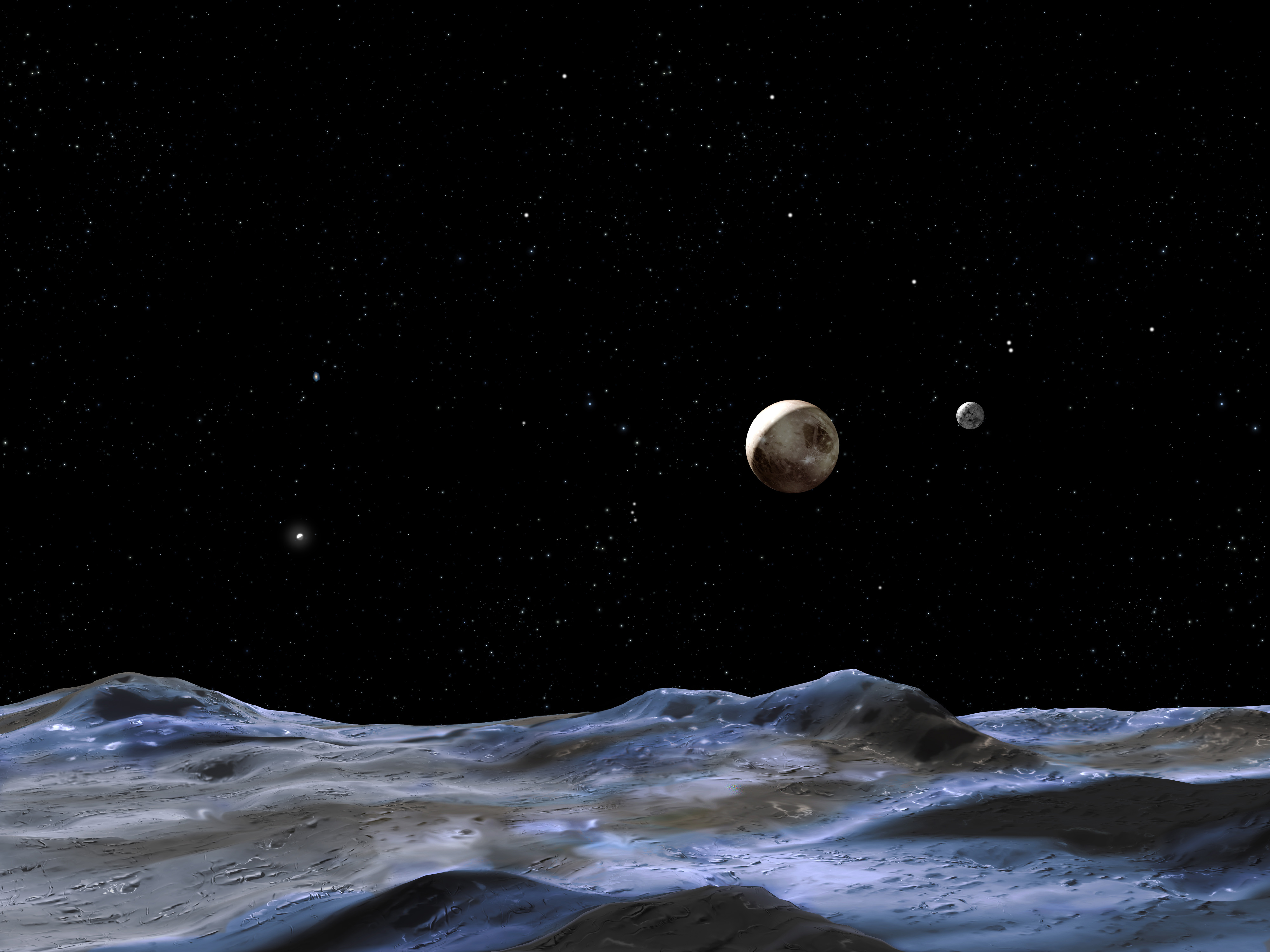
히드라에서 바라본 명왕성, 카론, 닉스의 상상도.
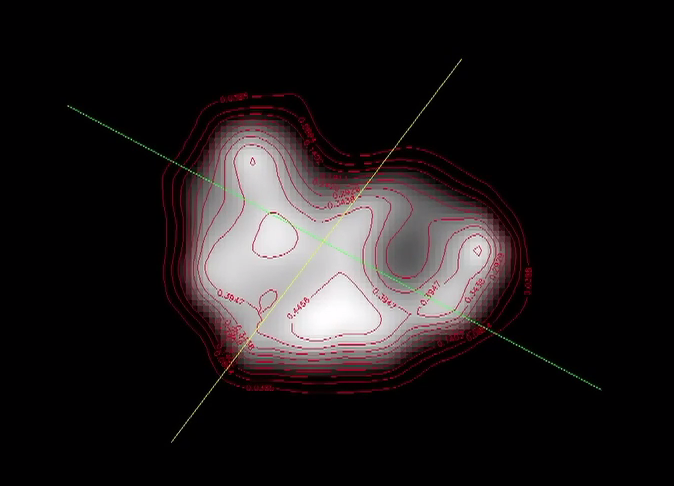
히드라 보정 사진
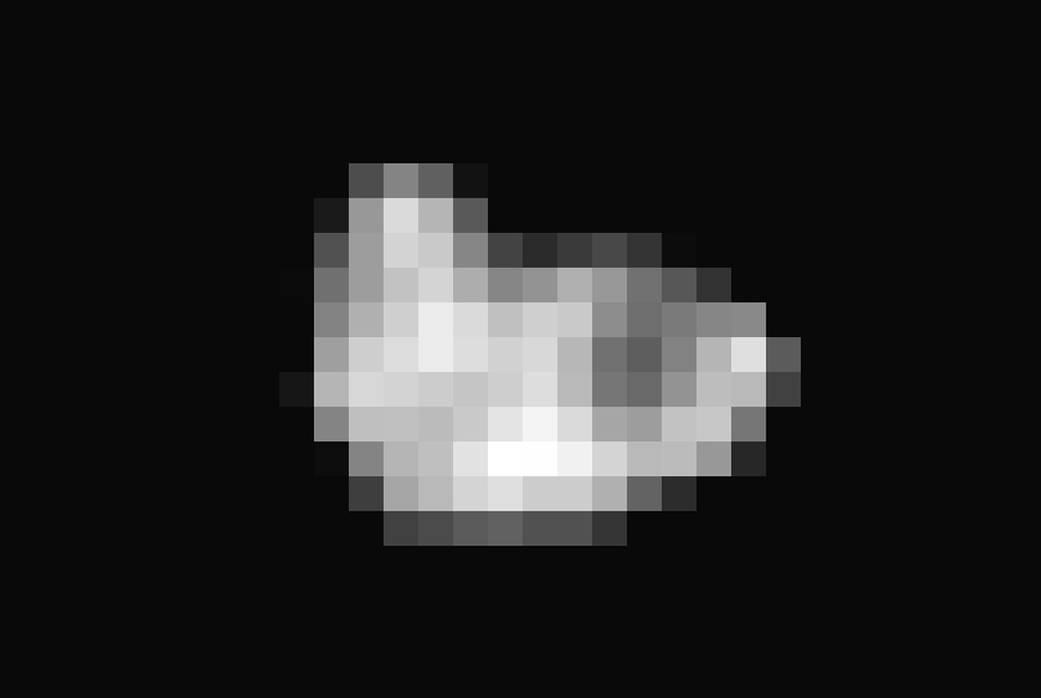
히드라 보정 전 사진

## 같이 보기
- 위성 목록

## 참고 문헌
- Steffl, A. J.; Mutchler, M. J.; Weaver, H. A.; Stern, S. A.; Durda, D. D.; Terrell, D.; Merline, W. J.; Young, L. A.; Young, E. F.; Buie, M. W. & Spencer, J. R. (2006). “New Constraints on Additional Satellites of the Pluto System”. 《The Astronomical Journal》 132 (2): 614–619. arXiv:astro-ph/0511837. Bibcode:2006AJ....132..614S. doi:10.1086/505424.(Final preprint)